# Primera División Profesional de Uruguay 2013-2014
La Primera División Profesional de Uruguay 2013-2014 è stata la 110ª edizione della massima serie del campionato uruguaiano di calcio. Il campionato è iniziato il 17 agosto 2013 e si è concluso l'8 giugno 2014.
Il Danubio si è laureato campione per la 4ª volta.

## Stagione

### Novità
Al termine della stagione 2012-2013 il Bella Vista, il Progreso e il Central Español sono stati retrocessi in Segunda División. In loro sostituzione sono stati promossi in Primera División il Sud América, il Rentistas e il Miramar Misiones.

### Formula
Il campionato si articola in due fasi (Apertura e Clausura), durante le quali le 16 squadre si affrontano una volta sola per un totale di 15 partite per fase.

La prima classificata in ciascuna fase si qualifica alla fase finale per l'assegnazione del titolo.

Al termine delle due fasi le due classifiche vengono accorpate in un'unica classifica comprensiva delle 30 partite giocate. La prima classificata si qualifica alla fase finale per l'assegnazione del titolo. Se una squadra vince entrambe le fasi, è dichiarata campione. Le vincitrici delle due fasi si affrontano in una partita secca di semifinale e la squadra vincente affronterà in finale la squadra capolista della classifica aggregata. La finale si gioca su due incontri; in caso di parità dopo il secondo incontro, si procederà ai tempi supplementari in coda alla seconda gara ed eventualmente ai tiri di rigore. Se la squadra vincitrice della semifinale è la capolista della classifica aggregata, viene dichiarata campione.

La squadra campione si qualifica alla Coppa Libertadores 2015 e alla Coppa Sudamericana 2014.

La squadra vicecampione e la squadra meglio piazzata nella classifica aggregata si qualificano alla Coppa Libertadores 2015.

Si qualificano alla Coppa Sudamericana 2014 la seconda, la terza e la quarta squadra meglio piazzate nella classifica aggregata.

Per le tre retrocessioni si ricorre al promedio: si sommano i risultati conseguiti nella stagione attuale e nella stagione precedente per un totale di 60 partite. Alle squadre neopromosse viene raddoppiato il punteggio della stagione attuale. Le ultime tre classificate vengono retrocesse in Segunda División.

## Squadre partecipanti
| Club                   | Città       | Stadio                                      | Stagione precedente                       |
| ---------------------- | ----------- | ------------------------------------------- | ----------------------------------------- |
| Cerro                  | Montevideo  | Estadio Luis Tróccoli                       | 10º posto in Primera División             |
| Cerro Largo            | Melo        | Estadio Arquitecto Antonio Eleuterio Ubilla | 16º posto in Primera División             |
| Danubio                | Montevideo  | Jardines Del Hipódromo                      | 11º posto in Primera División             |
| Defensor Sporting      | Montevideo  | Estadio Luis Franzini                       | 2º posto in Primera División              |
| El Tanque Sisley       | Montevideo  | Estadio Campeones Olímpicos                 | 5º posto in Primera División              |
| Fénix                  | Montevideo  | Estadio Parque Capurro                      | 7º posto in Primera División              |
| Juventud               | Las Piedras | Estadio Parque Artigas Las Piedras          | 8º posto in Primera División              |
| Liverpool M.           | Montevideo  | Estadio Belvedere                           | 12º posto in Primera División             |
| Miramar Misiones       | Montevideo  | Estadio Parque Méndez Piana                 | vincitore dei playoff di Segunda División |
| Mont. Wanderers        | Montevideo  | Parque Alfredo Víctor Viera                 | 6º posto in Primera División              |
| Nacional               | Montevideo  | Estadio Gran Parque Central                 | 3º posto in Primera División              |
| Peñarol                | Montevideo  | Estadio Centenario                          | Campione dell'Uruguay                     |
| Racing Montevideo      | Montevideo  | Estadio Osvaldo Roberto                     | 9º posto in Primera División              |
| Rentistas              | Montevideo  | Estadio Complejo Rentistas                  | vicecampione della Segunda División       |
| River Plate Montevideo | Montevideo  | Parque Federico Omar Saroldi                | 4º posto in Primera División              |
| Sud América            | San José    | Estadio Casto Martínez Laguarda             | vincitore della Segunda División          |

## Torneo di Apertura
Il Torneo di Apertura è iniziato il 17 agosto 2013 e si è concluso il 15 dicembre 2013.

### Classifica
|  | Pos. | Squadra              | Pt | G  | V  | N | P | GF | GS | DR  |
|  | ---- | -------------------- | -- | -- | -- | - | - | -- | -- | --- |
|  | 1.   | Danubio              | 32 | 15 | 10 | 2 | 3 | 24 | 13 | +11 |
|  | 2.   | River Plate (M)      | 31 | 15 | 9  | 4 | 2 | 30 | 17 | +13 |
|  | 3.   | Nacional             | 30 | 15 | 10 | 0 | 5 | 29 | 18 | +11 |
|  | 4.   | Montevideo Wanderers | 27 | 15 | 7  | 6 | 2 | 25 | 18 | +7  |
|  | 5.   | Rentistas            | 25 | 15 | 7  | 4 | 4 | 22 | 21 | +1  |
|  | 6.   | Liverpool (M)        | 22 | 15 | 6  | 4 | 5 | 18 | 15 | +3  |
|  | 7.   | El Tanque Sisley     | 21 | 15 | 5  | 6 | 4 | 18 | 17 | +1  |
|  | 8.   | Peñarol              | 19 | 15 | 5  | 4 | 6 | 23 | 20 | +3  |
|  | 9.   | Cerro Largo          | 19 | 15 | 5  | 4 | 6 | 19 | 22 | -3  |
|  | 10.  | Cerro                | 17 | 15 | 5  | 2 | 8 | 21 | 25 | −5  |
|  | 11.  | Sud América          | 17 | 15 | 4  | 5 | 6 | 16 | 21 | -5  |
|  | 12.  | Defensor Sporting    | 16 | 15 | 4  | 4 | 7 | 22 | 25 | −3  |
|  | 13.  | Fénix                | 15 | 15 | 4  | 3 | 8 | 18 | 20 | -2  |
|  | 14.  | Racing Montevideo    | 15 | 15 | 4  | 3 | 8 | 18 | 23 | -5  |
|  | 15.  | Miramar Misiones     | 12 | 15 | 2  | 6 | 7 | 11 | 28 | -17 |
|  | 16.  | Juventud             | 11 | 15 | 2  | 5 | 8 | 18 | 29 | −11 |

Legenda:

      Ammesso alla fase finale per il titolo
Note:

Tre punti a vittoria, uno a pareggio, zero a sconfitta.
La classifica viene stilata secondo i seguenti criteri:
- Punti conquistati
- Differenza reti generale
- Reti totali realizzate
- Punti negli scontri diretti
- Differenza reti negli scontri diretti
- Reti realizzate negli scontri diretti
- Sorteggio

## Torneo di Clausura
Il Torneo di Clausura è iniziato il 1º febbraio 2014 e si è concluso il 18 maggio 2014.

### Classifica
|  | Pos. | Squadra              | Pt | G  | V  | N | P  | GF | GS | DR  |
|  | ---- | -------------------- | -- | -- | -- | - | -- | -- | -- | --- |
|  | 1.   | Montevideo Wanderers | 34 | 15 | 11 | 1 | 3  | 36 | 18 | +18 |
|  | 2.   | Peñarol              | 33 | 15 | 10 | 3 | 2  | 32 | 13 | +19 |
|  | 3.   | Nacional             | 27 | 15 | 9  | 0 | 6  | 26 | 18 | +8  |
|  | 4.   | River Plate (M)      | 26 | 15 | 8  | 2 | 5  | 21 | 16 | +5  |
|  | 5.   | Danubio              | 25 | 15 | 7  | 4 | 4  | 24 | 20 | +4  |
|  | 6.   | Fénix                | 24 | 15 | 7  | 3 | 5  | 27 | 19 | +8  |
|  | 7.   | Racing Montevideo    | 24 | 15 | 7  | 3 | 5  | 19 | 18 | +1  |
|  | 8.   | Juventud             | 21 | 15 | 6  | 3 | 6  | 23 | 25 | -2  |
|  | 9.   | Defensor Sporting    | 20 | 15 | 5  | 5 | 5  | 25 | 26 | -1  |
|  | 10.  | Rentistas            | 20 | 15 | 6  | 2 | 7  | 18 | 23 | −5  |
|  | 11.  | Cerro                | 20 | 15 | 6  | 2 | 7  | 23 | 27 | −4  |
|  | 12.  | Sud América          | 18 | 15 | 5  | 3 | 7  | 19 | 24 | −5  |
|  | 13.  | Liverpool (M)        | 16 | 15 | 4  | 4 | 7  | 23 | 24 | -1  |
|  | 14.  | El Tanque Sisley     | 12 | 15 | 3  | 3 | 9  | 20 | 25 | -5  |
|  | 15.  | Miramar Misiones     | 10 | 15 | 3  | 1 | 11 | 12 | 29 | -17 |
|  | 16.  | Cerro Largo          | 9  | 15 | 2  | 3 | 10 | 13 | 36 | −23 |

Legenda:

      Ammesso alla fase finale per il titolo
Note:

Tre punti a vittoria, uno a pareggio, zero a sconfitta.
La classifica viene stilata secondo i seguenti criteri:
- Punti conquistati
- Differenza reti generale
- Reti totali realizzate
- Punti negli scontri diretti
- Differenza reti negli scontri diretti
- Reti realizzate negli scontri diretti
- Sorteggio

## Classifica aggregata
|                    | Pos. | Squadra              | Pt | G  | V  | N | P  | GF | GS | DR  |
| ------------------ | ---- | -------------------- | -- | -- | -- | - | -- | -- | -- | --- |
|                    | 1.   | Montevideo Wanderers | 61 | 30 | 18 | 7 | 5  | 61 | 36 | +25 |
|                    | 2.   | Nacional             | 57 | 30 | 19 | 0 | 11 | 55 | 36 | +19 |
|                    | 3.   | River Plate (M)      | 57 | 30 | 17 | 6 | 7  | 51 | 33 | +18 |
| Uruguay (bandiera) | 4.   | Danubio              | 57 | 30 | 17 | 6 | 7  | 48 | 33 | +15 |
|                    | 5.   | Peñarol              | 52 | 30 | 15 | 7 | 8  | 55 | 33 | +22 |
|                    | 6.   | Rentistas            | 45 | 30 | 13 | 6 | 11 | 40 | 44 | -4  |
|                    | 7.   | Fénix                | 39 | 30 | 11 | 6 | 13 | 45 | 39 | +6  |
|                    | 8.   | Racing Montevideo    | 39 | 30 | 11 | 6 | 13 | 37 | 41 | -4  |
|                    | 9.   | Liverpool (M)        | 38 | 30 | 10 | 8 | 12 | 41 | 39 | +2  |
|                    | 10.  | Cerro                | 37 | 30 | 11 | 4 | 15 | 43 | 52 | −9  |
|                    | 11.  | Defensor Sporting    | 36 | 30 | 9  | 9 | 12 | 47 | 51 | −4  |
|                    | 12.  | Sud América          | 35 | 30 | 9  | 8 | 13 | 35 | 45 | −10 |
|                    | 13.  | El Tanque Sisley     | 33 | 30 | 8  | 9 | 13 | 38 | 42 | -4  |
|                    | 14.  | Juventud             | 32 | 30 | 8  | 8 | 14 | 41 | 54 | -13 |
|                    | 15.  | Cerro Largo          | 28 | 30 | 7  | 7 | 16 | 32 | 58 | -26 |
|                    | 16.  | Miramar Misiones     | 22 | 30 | 5  | 7 | 18 | 23 | 57 | −34 |

Legenda:

      ammessa alla Coppa Libertadores 2015 e alla Coppa Sudamericana 2014
      ammesse alla Coppa Libertadores 2015
      ammesse alla Coppa Sudamericana 2014
Note:

Tre punti a vittoria, uno a pareggio, zero a sconfitta.
La classifica viene stilata secondo i seguenti criteri:
- Punti conquistati
- Differenza reti generale
- Reti totali realizzate
- Punti negli scontri diretti
- Differenza reti negli scontri diretti
- Reti realizzate negli scontri diretti
- Sorteggio

## Fase finale

### Semifinale
Danubio e Montevideo Wanderers si sono qualificate al play-off per il titolo essendo rispettivamente i vincitori del torneo di Apertura e di Clausura; inoltre, il Montevideo Wanderers si qualifica anche come squadra con il punteggio totale più alto, trovandosi direttamente in finale. Pertanto, se il play-off è vinto dal Montevideo Wanderers, esso è automaticamente campione d'Uruguay, altrimenti giocherà la finale in doppia sfida con il Danubio, che risulterebbe il vincitore del play-off iniziale e che si giocherebbe il titolo con la squadra che ha avuto il punteggio aggregato maggiore.
| Arbitro: | Daniel Fedorczuk |

|                                   |           |  |
| Ricca 20’ Sosa 38’ Formiliano 55’ | Marcatori |  |

### Finale
La sfida si gioca in due incontri. In caso di parità dopo il secondo incontro, si procederà ai tempi supplementari in coda alla seconda gara ed eventualmente ai tiri di rigore.
| Montevideo 3 giugno 2014 Primo incontro | Danubio       | 0 – 0 | Montevideo Wanderers | Estadio Luis Franzini\| Arbitro: \| Darío Ubríaco \| |
| Arbitro:                                | Darío Ubríaco |       |                      |                                                      |

| Arbitro: | Roberto Silvera |

|                            |           |                       |
| Riolfo 76’ Albarracín 104’ | Marcatori | 24’ Sossa 118’ Mayada |

## Retrocessione
|  | Pos. | Squadra              | G  | 2012-13 | 2013-14 | Prom  | Pt  |
|  | ---- | -------------------- | -- | ------- | ------- | ----- | --- |
|  | 1.   | Peñarol              | 60 | 66      | 52      | 1,966 | 118 |
|  | 2.   | Nacional             | 60 | 58      | 57      | 1,917 | 115 |
|  | 3.   | River Plate (M)      | 60 | 51      | 57      | 1,800 | 108 |
|  | 4.   | Montevideo Wanderers | 60 | 40      | 61      | 1,683 | 101 |
|  | 5.   | Defensor Sporting    | 60 | 63      | 36      | 1,650 | 99  |
|  | 6.   | Danubio              | 60 | 35      | 57      | 1,533 | 92  |
|  | 7.   | Rentistas            | 30 | -       | 45      | 1,500 | 90  |
|  | 8.   | El Tanque Sisley     | 60 | 48      | 33      | 1,350 | 81  |
|  | 9.   | Fénix                | 60 | 40      | 39      | 1,317 | 79  |
|  | 10.  | Racing Montevideo    | 60 | 37      | 39      | 1,267 | 76  |
|  | 11.  | Juventud             | 60 | 40      | 32      | 1,200 | 72  |
|  | 12.  | Cerro                | 60 | 35      | 37      | 1,200 | 72  |
|  | 13.  | Sud América          | 30 | -       | 35      | 1,166 | 70  |
|  | 14.  | Liverpool (M)        | 60 | 31      | 38      | 1,150 | 69  |
|  | 15.  | Cerro Largo          | 60 | 27      | 28      | 0,916 | 55  |
|  | 16.  | Miramar Misiones     | 30 | -       | 22      | 0,733 | 44  |

Legenda:

      Retrocesse in Segunda División Profesional de Uruguay 2014-2015

## Statistiche

### Classifica marcatori
| Gol |  |  | Giocatore      | Squadra              |
| --- |  |  | -------------- | -------------------- |
| 20  |  |  | Héctor Acuña   | Cerro                |
| 18  |  |  | Sergio Blanco  | Montevideo Wanderers |
| 15  |  |  | Jonathan Álvez | Danubio              |
| 15  |  |  | Iván Alonso    | Nacional             |
| 14  |  |  | Luis Gorosito  | Racing Montevideo    |

## Verdetti
- Danubio campione dell'Uruguay, ammesso alla Coppa Libertadores 2015 e alla Coppa Sudamericana 2014.
- Montevideo Wanderers e Nacional ammessi alla Coppa Libertadores 2015.
- River Plate, Peñarol e Rentistas ammessi alla Coppa Sudamericana 2014.
- Liverpool Montevideo, Cerro Largo e Miramar Misiones retrocessi in Segunda División Profesional de Uruguay.